# Ostnica piaskowa
Ostnica piaskowa (Stipa borysthenica) – gatunek z rodziny wiechlinowatych (Poaceae), w zależności od ujęcia systematycznego włączany czasem do gatunku zbiorowego – ostnicy piórkowatej (Stipa pennata L.). Występuje w środkowej i wschodniej Europie oraz w zachodniej i środkowej Azji – od Niemiec po Mongolię. W Polsce gatunek znany jest z pojedynczych stanowisk w dolinie dolnej Odry (m.in. Siekierki) oraz ze wsi Nawodna koło Chojny (wszystkie stanowiska w województwie zachodniopomorskim).

## Morfologia

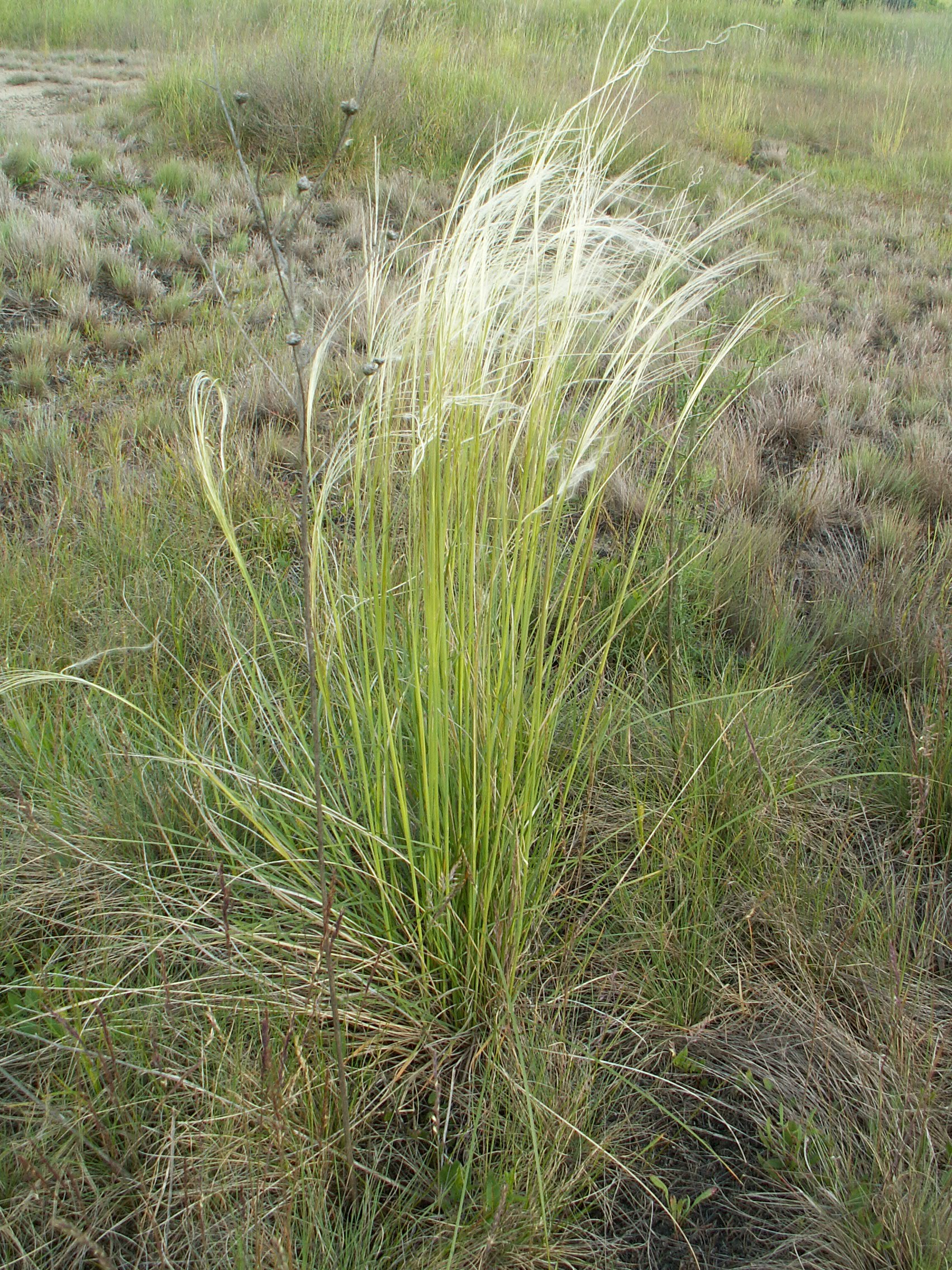
Pokrój

Tworzy duże kępy, z których podstawy wyrastają pędy płonne i pędy kwiatostanowe, osiągające 40–90 cm wysokości. Owocuje na przełomie wiosny i lata.

## Zagrożenia i ochrona
Roślina objęta w Polsce ścisłą ochroną gatunkową. Gatunek krytycznie zagrożony, ginący.
Kategorie zagrożenia gatunku:
- Kategoria zagrożenia w Polsce według Czerwonej listy roślin i grzybów Polski (2006)[5]: V (narażony na wyginięcie); 2016: CR (krytycznie zagrożony)[6].
- Kategoria zagrożenia w Polsce według Polskiej czerwonej księgi roślin (2001, 2014): CR (krytycznie zagrożony)[7].